# Магомедов, Абусупьян
Магоме́дов Абусупья́н Ахме́дович (кум. Магьамматланы Абусупьян Агьматны уланы род. 2 сентября 1990 год, Сулак, Дагестанская АССР, СССР) — боец по смешанным единоборствам кумыкского происхождения. Выступает под эгидой UFC.

## Биография
Занимался с детства разными видами единоборств, в частности борьбой. Традиция боевых искусств в Дагестане, равно как и личная увлеченность, привели его к тому, чтобы заниматься спортом профессионально. После переезда в Германию, Абус расширил свои навыки единоборств, практикуя, среди прочих, кикбоксинг. В возрасте 20 лет он уже являлся профессиональным бойцом ММА.

## Карьера в смешанных единоборствах

### Ранняя карьера
До своего международного успеха Магомедов пять раз дрался на чемпионате Германии по ММА (German MMA Championship). Абус в феврале 2013 года завоевал титул GMC в полусреднем весе, нокаутировав в первом раунде Джессина Айяри, но не смог защитить его тем же летом, проиграв в июле удушением гильотиной поляку Рафалу Моксу.
Между двумя вышеупомянутыми событиями боец в 2013 году успел также стать чемпионом организации Superior Fighting Championship в полусреднем весе, нокаутировав в концовке первого раунда Андреаса Биргельса. Позже Абус в лиге добавил к этому титулу еще пояс в среднем весе, осенью 2017 года нокаутировав вновь в первом раунде британца Дэна Хоупа.

### Professional Fighters League
Успехи Магомедова не остались незамеченными и с рекордом 19-3 он был подписан PLF для участия в турнире средневесов 2018 года.
На пути к плей-офф турнира он в июле и августе нокаутировал поочередно бразильцев Данилло Виллефорта и Андерсона Гонсалвеша, обоих финишировав в первом раунде. Затем в четвертьфиналах 20 октября Магомедов и швед Садибу Си умудрились в двух раундах по 5 минут свести к ничьей поединки с Гасаном Умалатовым и Бруну Сантусом соответственно, встретившись в полуфинале в тот же вечер. Единогласным решением судей в трех раундах победу одержал Магомедов.
Финальный поединок против американца Луиса Тэйлора вышел катастрофическим для Магомедова, он пропустил левый хук уже на 33 секунде первого раунда и не смог завоевать пояс чемпиона и денежный приз размером в 1 миллион долларов.

### Ultimate Fighting Championship
Абус в январе 2022 года выпустил про себя часовой фильм с названием «Дорога в UFC». Боец в описании к видео добавил, что намерен стать первым чемпионом организации из Германии.
Магомедов не смог выступить сразу после подписания соглашения. Его бой с Джеральдом Миршертом слетел из-за травмы Абуса, а схватка с Алиасхабом Хизриевым была отменена из-за проблем с визой. После этого узбекский средневес Махмуд Мурадов не смог принять участие в турнире UFC 11 марта. Причиной стала травма, которую получил Мурадов в процессе подготовки к этому бою.
3 сентября 2022 года на первом французском турнире организации UFC Fight Night: Ган vs. Туиваса в Париже, Магомедов встретился с американцем немецкого происхождения Дастином Штольцфусом. Абус долго не раздумывая нокаутировал в дебютном поединке своего соперника за 19 секунд, что стало четвёртым самым быстрым финишем в истории среднего дивизиона. За победу боец был удостоен денежного бонуса в размере 50 тысяч долларов за «Выступление вечера».
После этого организация вновь приняла попытки свести Магомедова сначала с Миршертом, а затем и с Махмудовым, но этим поединкам в очередной раз было не суждено состояться.
2 июля 2023 года в главном событии UFC on ESPN: Стриклэнд vs. Магомедов в Лас-Вегасе встертился с 7 номером рейтинга средневесов Шоном Стриклэндом. Американец отправил Магомедова в технический нокаут в конце второго раунда.

## Личная жизнь
По собственному признанию знает 6 языков: русский, кумыкский, аварский, немецкий, английский, турецкий.
Магомедову отказали в немецком гражданстве, потому что он дал пощечину человеку, который плюнул ему на бороду. Теперь ему нужно 10 лет идеально жить в Германии без штрафов, чтобы снова подать на гражданство — в 2025 году.

## Статистика в профессиональном ММА
| Боёв 35  | Побед 28 | Поражений 6 |
| -------- | -------- | ----------- |
| Нокаутом | 14       | 2           |
| Сдачей   | 7        | 2           |
| Решением | 7        | 2           |
| Ничьи    | 1        | 1           |

| Результат | Рекорд | Соперник           | Способ                                               | Турнир                                       | Дата             | Раунд | Время | Место                          | Примечание                                             |
| --------- | ------ | ------------------ | ---------------------------------------------------- | -------------------------------------------- | ---------------- | ----- | ----- | ------------------------------ | ------------------------------------------------------ |
| Победа    | 28-6-1 | Мишел Перейра      | Единогласное решение                                 | UFC on ESPN: Мачадо Гэрри vs. Пратес         | 26 апреля 2025   | 3     | 5:00  | Канзас-Сити, Миссури, США      |                                                        |
| Победа    | 27-6-1 | Бруно Феррейра     | Сдача (ручной треугольник)                           | UFC 308                                      | 26 октября 2024  | 3     | 3:14  | Абу-Даби, ОАЭ                  |                                                        |
| Победа    | 26-6-1 | Варлей Алвис       | Единогласное решение                                 | UFC Fight Night: Барбоза vs. Мёрфи           | 18 мая 2024      | 3     | 5:00  | Лас-Вегас, США                 |                                                        |
| Поражение | 25-6-1 | Кайо Борральо      | Единогласное решение                                 | UFC Fight Night: Алмейда vs. Льюис           | 4 ноября 2023    | 3     | 5:00  | Бразилия, Сан-Паулу            |                                                        |
| Поражение | 25-5-1 | Шон Стрикленд      | Технический нокаут (удары)                           | UFC on ESPN: Стрикленд vs. Магомедов         | 1 июля 2023      | 2     | 4:20  | Лас-Вегас, США                 |                                                        |
| Победа    | 25-4-1 | Дастин Штольцфус   | Технический нокаут (фронткик и удары)                | UFC Fight Night: Ган vs. Туиваса             | 3 сентября 2022  | 1     | 0:19  | Франция, Париж                 | Дебют в UFC. «Выступление вечера»                      |
| Победа    | 24-4-1 | Цезари Кешик       | Техническое удушение (гильотина)                     | KSW 57: De Fries vs. Kita                    | 19 декабря 2020  | 2     | 1:53  | Лодзь, Польша                  |                                                        |
| Победа    | 23-4-1 | Славиша Симеунович | Болевой приём (кимура)                               | EMC 3: Elite MMA Championship 3              | 4 мая 2019       | 1     | 0:47  | Дюссельдорф, Германия          |                                                        |
| Поражение | 22-4-1 | Луис Тэйлор        | Нокаут (левый хук)                                   | PFL 11: 2018                                 | 31 декабря 2018  | 1     | 0:33  | Нью-Йорк, США                  | Бой за звание чемпиона PFL в среднем весе              |
| Победа    | 22-3-1 | Садибу Си          | Единогласное решение                                 | PFL 10: 2018                                 | 20 октября 2018  | 3     | 5:00  | Вашингтон, США                 |                                                        |
| Ничья     | 21-3-1 | Гасан Умалатов     | Ничья (решение большинства)                          | PFL 10: 2018                                 | 20 октября 2018  | 2     | 5:00  | Вашингтон, США                 |                                                        |
| Победа    | 21-3   | Андерсон Гонсалвеш | Нокаут (удары)                                       | PFL 6: 2018                                  | 16 августа 2018  | 1     | 1:27  | Атлантик-Сити, Нью-Джерси, США |                                                        |
| Победа    | 20-3   | Данилло Виллефорт  | Технический нокаут (фронткик и удары)                | PFL 3: 2018                                  | 5 июля 2018      | 1     | 3:37  | Вашингтон, США                 |                                                        |
| Победа    | 19-3   | Дэн Хоуп           | Технический нокаут (удары)                           | Superior FC 18: Coga vs. Requeijo            | 16 сентября 2017 | 1     | 2:15  | Людвигсхафен, Германия         | Завоевал титул чемпиона Superior FC в среднем весе     |
| Победа    | 18-3   | Сержио Соуза       | Удушающий приём (гильотина)                          | Final Fight Championship 29                  | 22 апреля 2017   | 1     | 1:20  | Любляна, Словения              |                                                        |
| Победа    | 17-3   | Айреш Бенруш       | Удушающий приём (гильотина)                          | Superior FC 16: Coga vs. Pereira             | 11 марта 2017    | 2     | 2:51  | Дармштадт, Германия            |                                                        |
| Победа    | 16-3   | Матиас Шук         | Технический нокаут (удары)                           | Superior FC 15: Coga vs. Skrivers            | 29 октября 2016  | 1     | 0:53  | Рюссельсхайм, Германия         |                                                        |
| Победа    | 15-3   | Ивица Трушчек      | Удушающий приём (сзади)                              | Final Fight Championship 26                  | 23 сентября 2016 | 2     | 4:50  | Линц, Австрия                  |                                                        |
| Победа    | 14-3   | Реймонд Ярман      | Технический нокаут (удары)                           | Superior FC 14: The Comeback                 | 21 мая 2016      | 1     | 0:00  | Дюрен, Германия                |                                                        |
| Поражение | 13-3   | Миккель Парло      | Единогласное решение                                 | German MMA Championship 7                    | 7 ноября 2015    | 3     | 5:00  | Кастроп-Рауксель, Германия     |                                                        |
| Победа    | 13-2   | Мануэль Гарсия     | Технический нокаут (удары)                           | Merseburger Fight Night 8                    | 3 октября 2015   | 1     | 0:40  | Шпергау, Германия              |                                                        |
| Победа    | 12-2   | Йосип Артукович    | Технический нокаут (удар ногой в корпус и добивание) | Mix Fight Gala 18: The Show Must Go On       | 5 июня 2015      | 1     | 1:10  | Фульда, Германия               |                                                        |
| Победа    | 11-2   | Донован Панайиотис | Технический нокаут (удары)                           | German MMA Championship 6                    | 18 апреля 2015   | 1     | 0:56  | Кастроп-Рауксель, Германия     |                                                        |
| Победа    | 10-2   | Рафал Блахута      | Единогласное решение                                 | German MMA Championship 5                    | 13 сентября 2014 | 3     | 5:00  | Кастроп-Рауксель, Германия     |                                                        |
| Поражение | 9-2    | Рафал Мокс         | Удушающий приём (гильотина)                          | German MMA Championship 4: Next Level        | 6 июля 2013      | 1     | 2:53  | Херне, Германия                | Утратил титул чемпиона GMC в полусреднем весе          |
| Победа    | 9-1    | Андреас Биргельс   | Технический нокаут (удары)                           | Superior FC 13: First Defense                | 1 июня 2013      | 1     | 4:44  | Гамбург, Германия              | Завоевал титул чемпиона Superior FC в полусреднем весе |
| Поражение | 8-1    | Андреас Шталь      | Удушающий приём (сзади)                              | Heroes Fighting Championship                 | 23 марта 2013    | 2     | 0:00  | Хальмстад, Швеция              |                                                        |
| Победа    | 8-0    | Джессин Айяри      | Технический нокаут (удары)                           | German MMA Championship 3: Cage Time         | 16 февраля 2013  | 1     | 1:49  | Херне, Германия                | Завоевал титул чемпиона GMC в полусреднем весе         |
| Победа    | 7-0    | Дэвид Русмон       | Единогласное решение                                 | EMMA 1: Casino Fight Night 2                 | 15 сентября 2012 | 3     | 5:00  | Копенгаген, Дания              |                                                        |
| Победа    | 6-0    | Гоча Смоян         | Технический нокаут (остановка доктором)              | Superior FC 7 vs. M-1 Global: Fighter Europe | 26 ноября 2011   | 2     | 0:15  | Дюрен, Германия                |                                                        |
| Победа    | 5-0    | Бьорн Корсис       | Технический нокаут (остановка доктором)              | Superior FC 5: Germany vs. Georgia           | 17 сентября 2011 | 2     | 1:28  | Карлсруэ, Германия             |                                                        |
| Победа    | 4-0    | Игор Монтес        | Единогласное решение                                 | Mix Fight Gala 9                             | 27 ноября 2010   | 2     | 5:00  | Зиндельфинген, Германия        |                                                        |
| Победа    | 3-0    | Фахд Яхри          | Единогласное решение                                 | Kiru: In The Spirit Of The Knights           | 29 мая 2010      | 2     | 5:00  | Битбург, Германия              |                                                        |
| Победа    | 2-0    | Сьоббе Климанс     | Технический нокаут (удары)                           | Outsider Cup: Cage Fight Night 7             | 17 апреля 2010   | 1     | 1:57  | Кобленц, Германия              |                                                        |
| Победа    | 1-0    | Никола ди Лорето   | Удушающий приём (гильотина)                          | Outsider Cup: Cage Fight Night 6             | 26 февраля 2010  | 1     | 0:30  | Билефельд, Германия            |                                                        |